# Superstar (album Activ)
Superstar – czwarty album tercetu popowego – Activ; wydany 19 września 2005 roku.

## Lista utworów
1. SuperStar 3:24
2. Timpul 3:34
3. În inima mea 3:23
4. Lucruri simple 3:22
5. Dor 3:14
6. Zile cu tine 3:34
7. Heaven 3:27
8. Surrender 3:12
9. Doar cu tine(rmx) 3:52
10. Visez(rmx) 6:14
11. Visez(rmx) 3:21
12. SuperStar(rmx) 8:51